# Републикански път III-1308
Републикански път IIІ-1308 е третокласен път, част от Републиканската пътна мрежа на България, преминаващ изцяло по територията на Плевенска област. Дължината му е 15,9 km.
Пътят се отклонява надясно при 89,9 km на Републикански път II-13 в източната част на град Искър, насочва се на юг, минава през село Писарово, завива на югоизток, пресича село Горни Дъбник и в югоизточния му край се свързва с Републикански път I-3 при неговия 110,8 km.
| Пътища, отклоняващи се надясно (населено място, № на пътя, посока на пътя) | km   | Пътища, отклоняващи се наляво (посока на пътя, № на пътя, населено място) |
| -------------------------------------------------------------------------- | ---- | ------------------------------------------------------------------------- |
| Община Искър, II-13, 89,9 km, гр. Искър →                                  | 0,0  | → гр. Искър, 89,9 km, II-13, Община Искър                                 |
| (за с. Телиш) общински път, с. Писарово ←                                  | 5,7  | с. Писарово                                                               |
| Община Долни Дъбник                                                        | 11,2 | Община Долни Дъбник                                                       |
| (до гр. Ботевград) I-3, 110,8 km, с. Горни Дъбник ←                        | 15,9 | ← с. Горни Дъбник, 110,8 km, I-3 (от 59 km на I-5)                        |